# Ceiba samauma
Ceiba samauma là một loài thực vật có hoa trong họ Cẩm quỳ. Loài này được (Mart. & Zucc.) K.Schum. mô tả khoa học đầu tiên năm 1886.